# (7757) Kameya
(7757) Kameya es un asteroide perteneciente al cinturón de asteroides, región del sistema solar que se encuentra entre las órbitas de Marte y Júpiter.
Fue descubierto el 22 de mayo de 1990 por Eleanor F. Helin  desde el Observatorio Palomar.

## Designación y nombre
Designado provisionalmente como 1990 KO, fue nombrado  por el radioastrónomo Osamu Kameya (n. 1956) quien es investigador del Observatorio Astronómico Nacional de Japón. Estudia el mecanismo de formación de regiones de formación estelar masiva mediante observaciones de radio. También contribuyó a la construcción de VERA (Experimento VLBI para radioastrometría).

## Características orbitales
Kameya está situado a una distancia media del Sol de 2,293 ua, pudiendo alejarse hasta 2,860 ua y acercarse hasta 1,727 ua. Su excentricidad es 0,247 y la inclinación orbital 23,099 grados. Emplea 1268,63 días en completar una órbita alrededor del Sol.
Pertenece a la familia de asteroides de (25) Phocaea.

## Características físicas
La magnitud absoluta de Kameya es 13,74. Tiene 6,014 km de diámetro y su albedo se estima en 0,234.